# Animalen
Animalen är en operett (musikalisk fabel) i två akter med musik av Lars Johan Werle och libretto av Tage Danielsson. Den hade premiär på Stora Teatern i Göteborg 1979, och senare uppsättningar har bland annat gjorts i Malmö, Stockholm, Oslo och Köpenhamn. Handlingen kretsar kring den då aktuella världspolitiken som presenteras i fabel-format. I rollerna finns ministrar, diplomater och underhållare från främst USA och Sovjetunionen.

## Innehåll

### Handling
Operetten utspelar sig i nutid med första akten på ”slätten väster om Tibet” och andra akten i Wien. Alla djur i världen oroar sig för människornas kapprustning och kallar till en kongress där människorna från öst och väst ställs till svars. När initiativet är taget kommenteras detta av Pingvinen med orden "Applåder, väsningar med mera. En orm kan inte applådera." Dessvärre visar det sig att de mänskliga (?) makthavarna inte vill tappa ansiktet inför varandra och därför inte klarar av att ta tag i situationen. De båda blockens utrikesministrar dansar en balansschottis i vilken de med gemensamma krafter förklarar för djuren att "Vi måste ju tänka på maktbalansen, det gäller att bita sig själv i svansen. Jag måste va minst lika stark som han. Vi måste va starkare än varann."
Djuren kommer på den briljanta lösningen, att gifta bort öst med väst, en lösning som dock blir svårare att genomföra är vad djuren hade tänkt sig. Inte för att de två kontrahenterna från öst och väst skulle ha några problem med giftermålet men för att politiker och diplomater sätter käppar i hjulen.
Under första akten spelade orkestern från sin traditionella plats i diket medan de i den andra var placerade uppe på scenen och i vissa scener även förvandlades till en liten intim nattklubbsensemble som spelade på klubben Paxim (danielssonsk ordvits kring klubben Maxim och det latinska ordet för fred - pax).
Det bröllop som verkar ogenomförbart i första akten blir faktiskt av i den andra för, som Gustav Lejon sjunger "Människon blir klokare av kärlek." Hela operetten avslutas med en kantat för pingvin, solister kör och orkester på temat "När den snälle blir förbannad blir han ilsken med besked" innan hela ensemblen sätter sig på scenen och sjunger godnattvisa för publiken.

### Rollfigurer och skådespelare
Nedan listas operettens olika rollfigurer samt motsvarande skådespelare. Inom parentes listas alternativa rollbesättare.
- Pingvin, även berättare (sopran)
- Gustav Lejon, ordförande i animala världskongressen (bas)
- Viktor, lejonunge (stum roll)
- Apa, olyckligt kär i Ludmilla (baryton)
- Tigrinna (mezzosopran)
- Påfågel (mezzosopran)
- Björn/Björnen (bas) – Sleo Kuhlberg (sic!)[1] (Martin Lundquist[2])
- Fru Björn (sopran)
- Uggla (sopran)
- Gordon, utrikesminister i Amerikas Förenta Stater (tenor)
- Smirnoff, utrikesminister i de Förenade Sovjetrepublikerna (bas)
- Smith och Wesson, FBI-agenter från USA (baryton respektive bas)
- Olga och Tamara, KGB-agenter från Sovjetunionen (sopran respektive alt)
- Billy Benson, amerikansk underhållare (baryton)
- Ludmilla Sjaljapina, sovjetisk underhållare (mezzosopran)
- Benson Sisters/Anette, Roulette och Pipette (sopraner)
- General Nelson, nedrustningskonferensens ordförande (baryton)
- Härolden (tenor)
- Giraff (bas respektive tenor)

## Produktionshistoria
Verket hade urpremiär på Stora Teatern i Göteborg den 19 maj 1979, och Hans Alfredson stod för scenografin. Stora Teaterns scen var så låg att Giraffen stod med kroppen på scengolvet och huvudet i tågvinden och där fanns även sångaren. När kostymavdelningen skulle sy kläderna åt Gustav Lejon ringde de upp Hasse Alfredson för att fråga hur de skulle få den tillräckligt lejonfärgad. Han svarade att de skulle ta gula badrumsmattor och sy hans päls. General Nelson hade ansikten åt båda håll för att kunna vända sig att flera håll samtidigt vilket gjorde att sångaren/skådespelaren Åke Harnesk fick öva upp förmågan att dansa både framlänges och baklänges. Masken var en avgjutning från Åke Harnesks riktiga ansikte.
Stycket tillägnades Alva Myrdal och Inga Thorsson – "den svenska fredsviljans stämmor i världen".

### Senare uppsättningar
Pjäsen gick på Stora Teatern i Göteborg fram till åtminstone oktober samma år. Senare har den satts upp i bland annat Malmö, Stockholm, Oslo och Köpenhamn.

## I andra medier
En pjäsföreställning visades i Sveriges Television 1982.